# Морський Мангровий Національний парк
Морський Мангровий Національний парк  (також фр. Parc marin des Mangroves або Морський заповідник Муанда) — охоронна територія та Рамсарське водно-болотне угіддя в Демократичній Республіці Конго. Це єдиний морський парк країни, який відомий своїми мангровими лісами. Він забезпечує захист популяції ламантинів, що знаходяться під загрозою зникнення, розташованої в гирлі річки Конго. Ці мангрові зарості відрізняються від тих, що зустрічаються в Південній Азії. Вони утворюють окремий тип мангрових лісів, характерних для Демократичної Республіки Конго. Парк був заснований у 1992 році.
Площа парку 768 км² і це за розміром є найменшою природоохоронною територією ДР Конго.

## Флора і фауна
Окрім ламантинів, тут водяться також бегемоти, крокодили, змії, антилопи редунка та бушбак.